# 써니데이즈
써니데이즈(Sunny Days)는 하은엔터테인먼트 소속의 걸 그룹이다. 2012년 5월 5인조로 데뷔하였으며, 2013년 7월 31일에 발매된 네번째 싱글부터 7인조로 활동하였으나, 2016년 해체하였다.

## 개요
2012년 5월 25일 KBS 《뮤직뱅크》에서 "가져가"로 데뷔무대를 가졌다. 써니데이즈는 데뷔 이후 멤버 중 리더 선경, 지희의 가창력이 크게 이슈가 되었다. 또한 두 번째 싱글 "만지지마"의 뮤직비디오가 크게 이슈가 되었다. 2012년 7월 17일 올림픽 프로젝트 싱글 GLORY KOREA를 발매하였으며 삽입곡들이 올림픽 기간 중 SBS의 주요 배경음악으로 사용되었다. 2012년 7월 26일 두 번째 싱글 "만지지마"를 발매, 2013년 4월 8일 세 번째 싱글 "미친게 틀림없어"로 보컬돌이라는 애칭이 생겼으며 2013년 7월 31일 네 번째 싱글곡 "너랑 똑같은 여자 만나봐"를 프로젝트성으로 객원멤버가 참여하였다. 2014년 3월 리더 '선경'과 멤버 '지희, 수현' 세명이서 "써니데이즈 리얼보컬" 유닛으로 "같은 입으로"를 발매하였다. 2014년 7월 31일 1년만에 "세상의 반은 남자야"로 컴백하였다. 이번 "세상에 반은 남자야" 활동부터는, 멤버 "서연"을 대신해 새 멤버 '정윤'을 영입하고, 지난 새 멤버 '비천,규희'는 탈퇴해서 5인조로 재편되었다. 그러나 2014년 10월에는, 원년 멤버 지희, 수정, 수현, 서연이 소속사 계약 만료를 알리고, 팀에서 탈퇴하였다. 그러나 리더 '선경'과 멤버 '정윤'은 남고, 2015년 9월 23일 1년 2개월 공백을 깨고 새 멤버 "다영, 솜, 희라"를 영입하고 앨범 "블라 블라"로 컴백하였다. 그러다가 2016년에 조용히 해체되었다. 해체 후 '희라'는 솔로 가수로 다시 데뷔하였다.

## 활동

### 2012:데뷔,Sunny Days
써니데이즈(Sunny Days)는 선경(리더), 지희, 수정, 수현, 민지 이렇게 5인조로 이루어져 있다. 멤버 선경과 지희는 데뷔전 연습영상이 공개되면서 가창력을 인정 받았다. 써니데이즈(Sunny Days) 2012년 5월 18일 데뷔 싱글 “가져가”를 발매했다. 가져가는 블루지한 피아노와 웅장한 사운드, 그리고 트랜디한 일렉트로닉 리듬에 써니데이즈의 폭발적인 보컬이 어우러진 미디엄 템포의 발라드 곡으로 공개당일 각종 음원사이트 차트 상위권에 진입하였으며 2012년 5월 25일 KBS 《뮤직뱅크》에서 "가져가"로 데뷔무대를 가졌다.
그리고 2012년 7월 17일 멤버 '민지'의 빈자리를 새 멤버 '서연'을 영입해 올림픽 프로젝트 싱글 “Glory Korea” 발표하였고 올림픽 기간 중 SBS의 주요 배경음악으로 사용되었다. 7월 26일 두 번째 디지털 싱글 “만지지마”를 발매하였다. 만지지마는 그루부한 리듬 위에 화려한 스트링과 서정적인 멜로디가 돋보이는 곡으로 기존의 기계중심의 댄스곡이 아닌 가창력과 호소력을 중점으로 그려내며 보컬 써니데이즈만의 음악과 색깔을 담아낸 곡이다. 또한 만지지마 뮤직비디오에는 써니데이즈 멤버 수정과 서연이 직접 여주인공으로 출연해 화제를 모은 바 있다.

### 2013:미친게 틀림없어,너랑 똑같은 여자 만나봐
2013년 4월 8일 세 번째 싱글 “미친게 틀림없어”를 발매하였다. 미친게 틀림없어는 컴백을 두 번이나 미루며 선택한 곡이며 애절한 멜로디와 파워풀한 보컬이 조화를 이룬 곡이다.
7월 31일, 새 멤버 2명을 영입하여 7인조로 재편한 써니데이즈는 네 번째 싱글곡인 “너랑 똑같은 여자 만나봐”를 프로젝트 앨범으로서 발매하였다. 써니데이즈의 메인 프로듀서팀인 황금두현과 오현호의 참여에, 오케스트라 팀인‘융스트링’의 연주가 더해져 곡의 완성도를 한층 높혔으며, 한번쯤은 누구나 겪어봤을 실연의 상처로 아파하는 모든 이들의 마음을 대변하듯 한 가사가 중심이 되는 곡이다.

### 2014: 유닛 활동,세상의 반은 남자야
2014년 3월 11일, 써니데이즈의 보컬라인을 기반으로한 3인조 발라드 유닛 SUNNY DAYS REAL VOCAL(써니데이즈 리얼보컬)이 첫 싱글곡 “같은입으로”를 발매하였다. 황금두현과 오현호가 작사 및 작곡에 참여하였으며, 기존 써니데이즈의 곡에서 드러난 직설적 가사가 특징이다.
7월 31일, 다섯 번째 싱글 “세상의 반은 남자야”를 발매하였다. “세상의 반은 남자야”는 황금두현과 야마(a.k.a L.eon)가 작곡한 곡으로, 펑키한 그루브가 돋보이는 기타 리프와 브라스 사운드를 바탕으로 반복되는 후렴구 때문에 누구나 쉽게 따라 부를 수 있는 중독성 있는 멜로디라인을 갖추고 있다. 또한 여름에 어울리는 경쾌한 댄스곡으로, 곡 중간에 나오는 선경의 애드립 또한 이 곡의 매력 있는 부분이다.
그러나 2014년 10월, 기존 멤버 수정, 지희, 수현, 서연이 탈퇴하였다.

### 2015-2016:Blah Blah, 해체
2015년 9월 23일, 여섯 번째 싱글 “Blah Blah”가 발매되었다. 2014년 10월의 멤버 탈퇴 이후 새 멤버 희라, 솜, 다영을 영입하여 재편된 써니데이즈가 내놓은 첫 앨범이다. “Blah Blah”는 220volt의 작사 및 작곡으로서, 펑키한 그루브가 돋보이는 댄스 곡이다.
그러나 2016년 비공식으로 그룹 해체되었다.

## 이전 구성원
| 이름 | 소개 |
| ---- | --- |
| 선경 | - 이름 : 이선경(Lee Sun-Kyung) - 출생 : 1986년 10월 10일(38세) - 출생지 : 대한민국 인천광역시 - 학력: 동덕여자대학교 실용음악과 - 포지션 : 리더, 메인보컬 - 유닛 그룹 : 써니데이즈 리얼보컬 - 수상경력: 서울예대 동랑제 장려상, 인천 청소년 가요제 대상 - 활동기간 : 2012년 5월 ~ 2016년 5월 |
| 정윤 | - 이름: 허정윤(Heo Joung-Yun) - 출생 : 1989년 6월 18일(35세) - 출생지 : 미국 캔자스주 캔자스시티 - 포지션 : 보컬 - 활동기간 : 2014년 7월 ~ 2016년 5월 |
| 다영 | - 이름: 강다영 - 출생 : 1993년 1월 4일(32세) - 출생지 : 대한민국 경기도 부천시 - 포지션 : 메인래퍼 - 활동기간 : 2014년 12월 ~ 2016년 5월 |
| 다솜 | - 이름: 한다솜 - 출생 : 1998년 2월 2일(27세) - 출생지 : 대한민국 경기도 고양시 - 포지션 : 리드래퍼 - 특히사항 : 전 '네온펀치' 멤버 - 활동기간 : 2014년 12월 ~ 2016년 5월 |
| 희라 | - 이름: 홍희라 - 출생 : 1993년 10월 3일(31세) - 출생지 : 대한민국 충청남도 당진시 - 포지션 : 서브보컬 - 특이사항 : 2018년 솔로 가수로 활동 - 활동기간 : 2014년 12월 ~ 2016년 5월 |
| 민지 | - 이름 : 전민지 - 출생 : 1989년 2월 4일(36세) - 출생지 : 대한민국 대구광역시 - 포지션 : 리드보컬 - 활동기간 : 2012년 5월 ~ 2012년 6월 |
| 비천 | - 이름 : 장비천 - 출생 : 1989년 9월 10일(35세) - 출생지 : 중국 톈진시 - 포지션 : 리드보컬 - 활동기간 : 2013년 7월 ~ 2014년 3월 |
| 규희 | - 이름 : 이규희 - 출생 : 1995년 1월(30세) - 출생지 : 미국 캔자스주 캔자스시티 - 포지션 : 리드보컬 - 활동기간 : 2013년 7월 ~ 2014년 3월 |
| 지희 | - 이름 : 황지희(Hwang Ji-Hee) - 출생 : 1986년 1월 4일(39세) - 출생지 : 대한민국 서울특별시 - 학력: 백석예술대학교 실용음악과 - 포지션 : 메인보컬 - 유닛 그룹 : 써니데이즈 리얼보컬 - 수상경력: 동성로가요제 대상 - 활동기간 : 2012년 5월 ~ 2014년 10월                                       |
| 수정 | - 이름 : 정수정(Jung Soo-Jung) - 출생 : 1988년 7월 3일(36세) - 출생지 : 대한민국 서울특별시 - 특이사항: 2006년 롯데 CF 감칠라 데뷔, 악녀일기로 대중적 인지도 - 포지션 : 메인래퍼, 리드보컬 - 활동기간 : 2012년 5월 ~ 2014년 10월                                                             |
| 서연 | - 이름: 조서연(Cho Seo-Yeon) - 출생 : 1992년 1월 23일(33세) - 출생지 : 대한민국 경기도 고양시 - 포지션 : 보컬 - 학력: 정발고등학교 - 활동기간 : 2012년 7월 ~ 2014년 10월 |
| 수현 | - 이름 : 김수현(Kim Soo-Hyun) - 출생 : 1993년 10월 25일(31세) - 출생지 : 대한민국 서울특별시 - 포지션 : 보컬 - 유닛 그룹 : 써니데이즈 리얼보컬 - 학력: 한양여자대학 실용음악과 - 활동기간 : 2012년 5월 ~ 2014년 10월                                                                         |

## 음반 목록

### 싱글
| 번호 | 앨범 정보                                             | 트랙 리스트 |
| ---- | ----------------------------------------------------- | --- |
| 1    | 〈가져가〉 - 발매일: 2012년 5월 18일                  | 1. 가져가 (Take Away) 2. 가져가 (Take Away) (Inst.)                                                                      |
| 2    | 〈만지지마〉 - 발매일: 2012년 7월 26일                | 1. 만지지마 (Don't Touch Me) 2. 만지지마 (Don't Touch Me) (Acoustic Ver.) 3. 가져가 4. 만지지마 (Don't Touch Me) (Inst.) |
| 3    | 〈미친게 틀림없어〉 - 발매일: 2013년 4월 8일          | 1. 미친게 틀림없어 2. 가져가 3. 만지지마 4. 미친게 틀림없어 (Inst.)                                                      |
| 4    | 〈너랑 똑같은 여자 만나봐〉 - 발매일: 2013년 7월 31일 | 1. 너랑 똑같은 여자 만나봐 2. 미친게 틀림없어 3. 너랑 똑같은 여자 만나봐 (Inst.)                                         |
| 5    | 〈세상의 반은 남자야〉 - 발매일: 2014년 7월 31일      | 1. 세상의 반은 남자야 2. 세상의 반은 남자야 (Inst.)                                                                      |
| 6    | 〈Blah Blah〉 - 발매일: 2015년 9월 23일               | 1. Blah Blah 2. Blah Blah (Inst.)                                                                                        |

### 프로젝트 음반
| 번호 | 앨범 정보                                 | 트랙 리스트                                         |
| ---- | ----------------------------------------- | --------------------------------------------------- |
| 1    | 〈Glory Korea〉 - 발매일: 2012년 7월 17일 | 1. Glory Korea 2. 한 걸음 더 3. Glory Korea (Inst.) |

### 사운드트랙
| 번호 | 앨범 정보                                                | 트랙 리스트             |
| ---- | -------------------------------------------------------- | ----------------------- |
| 1    | 〈일편단심 민들레 OST Part 2〉 - 발매일: 2014년 12월 2일 | 1. 비가 2. 비가 (Inst.) |

## 음반 외 활동

### 방송 프로그램
| - 2012년 《KBS 뮤직뱅크》 - 2012년 《tvN HOT뉴스》 - 2012년 《chA 스토리텔링 매직쇼》 - 2012년 《MBC 아름다운 콘서트》 - 2012년 《SBS 올드스쿨(라디오)》 - 2012년 《Ystar 라이브 파워뮤직》 - 2012년 《SBS MTV The Show》 - 2012년 《KBS 시트콤 선녀가 필요해 까메오 출연》 - 2012년 《MBC 뮤직 페스티발》 - 2012년 《KBS 아침마당》 - 2012년 《MBC 쇼챔피언》 - 2012년 《SBS MTV the Show》 - 2012년 《국군방송 위문열차》 - 2012년 《SBS 생방송 투데이》 - 2012년 《아리랑 방송 Simply K-POP》 - 2012년 《Q TV 텐미닛 박스》 - 2012년 《KBS 비타민》 - 2012년 《아시아 파워 콘서트》 - 2012년 《경인 방송》 - 2012년 《경기 방송》 - 2012년 《SBS 도전 1000곡》 - 2012년 《MBC 황금마이크》 - 2012년 《KBS 가을음악회》 - 2012년 《tvN 롤러코스터》 | - 2013년 《KBS 비타민》 - 2013년 《MBC 음악중심》 - 2013년 《KBS 뮤직뱅크》 - 2013년 《KBS 유희열의 스케치북》 - 2013년 《tvN 롤러코스터》 - 2013년 《경인 방송》 - 2013년 《경기 방송》 - 2013년 《아리랑 방송 Simply K-POP》 - 2013년 《국군방송 위문열차》 - 2013년 《MBC 뮤직 페스티발》 - 2013년 《MBC 쇼챔피언》 - 2013년 《SBS 인기가요》 - 2014년 《국군방송 위문열차》 - 2014년 《SBSfunE 서인영의 스타뷰티쇼4》 - 2014년 《KBS 1:100》 - 2014년 《KBS 비타민》 - 2014년 《SBS MTV the Show》 - 2014년 《MBC 쇼챔피언》 - 2014년 《SBS 인기가요》 - 2014년 《KBS 뮤직뱅크》 |